# Sagem
Die Sagem (französisch: Société d’Applications Générales Électriques et Mécaniques) war eine 1924 gegründete französische Aktiengesellschaft, die seit 2005 Bestandteil der Safran-Gruppe ist. Im Firmenportfolio waren unter anderem Mobiltelefone, Unterhaltungselektronik, Militärelektronik und biometrische Sicherheitssysteme zu finden.
Das Unternehmen hatte 2003 nach eigenen Angaben 14.675 Mitarbeiter und einen Umsatz von 3,18 Milliarden Euro, davon entfielen 1,08 Milliarden Euro auf die Mobiltelefonsparte. In Frankreich war Sagem Marktführer unter den Handyherstellern, in Deutschland unter den größten fünf und weltweit unter den größten zehn.
Im Mai 2005 haben sich der französische Triebwerkshersteller Snecma und die Sagem-Gruppe zu Safran mit Hauptsitz in Paris zusammengeschlossen. Nach der Fusion spezialisiert sich Safran zunehmend auf Verteidigungs- und Sicherheitstechnik; die Geschäftsfelder Mobilfunk und Netzwerke wurden getrennt unter dem Namen Sagem Communication geführt. Ab August 2007 spaltete das Unternehmen das Segment Mobiltelefon unter dem Namen Sagem Wireless ab. Im Januar 2008 wurde Sagem Communication mehrheitlich an die amerikanische Gores-Gruppe verkauft und im August 2008 Sagem Wireless an die französische Finanzgruppe Sofinnova veräußert. 2009 wurde die Sagem Communication in Sagemcom umbenannt. Ende 2009 beschäftigte Sagemcom ca. 6000 Mitarbeiter und erwirtschaftete einen Umsatz von 1,185 Milliarden Euro in den vier Unternehmenssparten Energy & Telecom, Documents, Broadband & Residential Terminals sowie Digitale Set-Top-Boxen. Alle Unternehmen, außer Sagemcom, tragen nun den Namen Safran im Unternehmenslogo.